# N-04C
ドコモ スマートフォン MEDIAS N-04C( - メディアス エヌゼロヨンシー)は、NECカシオ モバイルコミュニケーションズによって開発された、NTTドコモの第三世代携帯電話（FOMA）端末である。ドコモ スマートフォンのひとつ。

## 概要
- NECカシオ（NECブランド）としては初となるAndroidスマートフォンで、世界最薄となる薄さ約7.7mmを実現している。また4インチの大型画面にも関わらず重さも約105gという軽さを実現している。薄さは後に後継機のN-05Dが約6.7mmと更新する事に成る。
- 薄さを追求した為3.5mm径のミニフォーン型イヤホンジャックは備えておらず、イヤホンプラグをmicroUSBに変換するイヤホン変換アダプタ(試供品)が付属する。
- REGZA Phone T-01Cなどと同様に、おサイフケータイ、ワンセグ、赤外線通信機能が搭載されている。
- ディスプレイ表面のガラスはN-03Cと同じくGorilla Glass（ゴリラガラス）を採用しており、端末が壊れないよう、ステンレスと樹脂を一体化した「強剛性ハイブリッド構造」やアルミフレームなどによって剛性を確保している。
- 文字入力はATOKがプリセットされている。
- 電話帳はTwitter、mixi、Facebookなどとも連携ができ、マイプロフィール機能により、通話やメールだけでなく、それらSNSの履歴までも相手ごとに一覧表示することができる。
- タップサーチという機能が搭載されており、画面上の文字をタッチするとその文字について検索することができる。
- FOMAハイスピードの高速通信だけではなく、IEEE802.11b／g／nといったWiFi機能が搭載されており、最大150Mbpsの通信を行うことができる。
- カメラは瞬撮ケータイとは名乗らないものの、NEC得意の高速起動、高速撮影に対応しており、顔認識、オートフォーカス、手振れ補正などにも対応している。またハイビジョン動画の撮影にも対応している。

## メール・ブラウザ
メールは通常のAndroid端末と同様、Gmail、POP、IMAPメールの他、NTTドコモのキャリアメールであるspモードメールが利用できる。ブラウザはAndroid標準のブラウザが搭載され、Flash Player10.1がプリインストールされており、インタラクティブなウェブサイトもパソコンとほぼ同様に利用するできる。

## 搭載アプリ
- ドコモマーケット
- BeeTV
- Quickoffice - Word、Excel、PowerPointファイルの閲覧・編集およびPDFファイルの閲覧が可能。
- iD設定アプリ
- MEDIAS NAVI
- ついっぷる（NECビッグローブの提供するTwitterアプリ）
- Evernote
- 電子書籍ストア 2Dfacto
- andronavi

YouTube、Gmail、Google Maps、NAVI、写真共有といったGoogle特有のアプリケーションがプリインストールされている。
また、Android 2.3へのアップデートより、MEDIASシリーズ独自アプリケーション（Days・Topics・MEDIAS WELLNESS・歩数計）や、ソトメモ、旅比較ねっと、Gガイドなどのアプリケーションが追加された。
その他にAndroid OS標準のAndroidマーケットが利用可能となっており、20万を超えるアプリケーションが利用可能となっており、日本円対応のアプリケーションであれば、クレジットカードだけでなく、携帯料金からの決済が可能となっている。

## 主な機能
| 主な対応サービス                   | 主な対応サービス                                                    | 主な対応サービス                       | 主な対応サービス                                 |
| ---------------------------------- | ------------------------------------------------------------------- | -------------------------------------- | ------------------------------------------------ |
| タッチパネル                       | FOMAハイスピード7.2Mbps(受信)／5.7Mbps(送信)                        | Bluetooth                              | DCMX／おサイフケータイ                           |
| iアプリオンライン／地図アプリ      | 直感ゲーム／メガiアプリ                                             | iウィジェット                          | マチキャラ／iコンシェル(※)                       |
| ホームU／ポケットU                 | GPS／ケータイお探し                                                 | デコメール／デコメ絵文字／デコメアニメ | iチャネル                                        |
| 着もじ                             | テレビ電話／キャラ電                                                | ケータイデータお預かりサービス         | フルブラウザ                                     |
| おまかせロック／バイオ認証         | 外部メモリーへiモードコンテンツ移行／ユーザーデータ一括バックアップ | トルカ                                 | iC通信／iCお引越しサービス                       |
| きせかえツール／ダイレクトメニュー | バーコードリーダ／名刺リーダ                                        | 2in1                                   | エリアメール／ソフトウェアーアップデート自動更新 |
| GSM／3Gローミング(WORLD WING)      | 着うたフル／うた・ホーダイ                                          | Music&Videoチャネル／ビデオクリップ    | デジタルオーディオプレーヤー(WMA)(MP3)           |

※オートGPS対応

## 歴史
- 2011年2月24日 - NTTドコモより発表。
- 2011年3月4日 - ドコモショップにて予約開始。
- 2011年3月14日 - 東日本大震災の影響でドコモオンラインショップでの発売を延期。[1]
- 2011年3月15日 - 全国一斉発売開始。
- 2011年9月22日 - Android 2.3へのOSアップデートを開始。
- 2011年9月22日 - Android 2.3へのOSアップデートを一時中断。[2]
- 2011年10月3日 - Android 2.3へのOSアップデート済端末に対し、不具合修正のソフトウェアアップデートを開始。
- 2011年10月20日 - Android 2.3へのOSアップデートを再開。[3]また、10月20日以前にAndroid 2.3のOSアップデート済端末に対し、不具合修正のソフトウェアアップデートを開始。[4]
- 2011年12月15日 - 不具合修正、及び緊急速報(エリアメール)対応の為のバージョンアップを実施。

## アップデート
- 2011年4月4日以下の不具合の修正がソフトウェアアップデートによって行われた。[5]
  - microSDカードが装着されているにもかかわらず、SDカードが取り外されていますというメッセージが出る場合がある。
  - モバイル版YouTubeで、動画の再生ができない場合がある。
  - 赤外線で電話帳を「全件受信」した際、最後まで受信できない場合がある。
  - 電話帳コピーツールを利用した際、エラーが出る場合がある。
  - タッチパネルに指を置いた状態で起動させると、タッチパネルが動作しなくなる場合がある。
  - 充電アダプタを抜いても、充電ランプが点灯したままとなる場合がある。

- 2011年5月19日に以下の不具合の修正がソフトウェアアップデートによって行われた。[5]
  - 被写体によっては、カメラ撮影をした画像が黒くなってしまう場合がある。
  - ［Backキー］［Homeキー］［Menuキー］などを押下時、バイブレーションの動作時間が短く、体感できない場面がある。
  - 複数のアプリケーションを起動しているなど携帯電話の負荷が高い状態の時に、携帯電話(本体)が再起動したり、microSDカードが装着されているにもかかわらず、SDカードが取り外されていますというメッセージが出る場合がある。

- 2011年9月22日に以下の機能追加がOSアップデートによって行われた。※バージョンアップ実施後にFelica機能が一部利用できなくなる場合があることが判明したため当日中に公開中断。[2]
  - Android 2.3へのバージョンアップ。
  - 「バッテリー使用量」メニューの改善：詳細なバッテリー使用状況の確認が可能
  - 「メモリー使用」の追加：アプリケーションが使用するメモリ量を確認可能
  - 「ダウンロード｣アプリの追加：ダウンロードしたファイルをリストで管理可能
  - コピー&ペースト機能の改善
  - ATOKアプリにT9文字入力方式を追加
  - テザリング機能の対応
  - MEDIASシリーズ独自アプリケーションの追加
  - Gガイドアプリの追加
  - moperaメールのpush受信に対応
  - 不具合の修正(ブラウザで新しいページを表示する際に、まれに既に開かれているウィンドウが正常に動作しない場合がある。)

- 2011年10月3日にAndroid 2.3 アップデート済端末に対し、以下の不具合の修正がソフトウェアアップデートによって行われた。[5]
  - OSバージョンがAndroid 2.3にて、FeliCa機能が一部利用できない場合がある。

- 2011年10月20日にアップデート中断中となっていたOSアップデートが再開された。[6]機能追加等については一時中断となっていた9月22日の内容に加え、以下の不具合修正が追加されている。 
  - 特定の条件下においてGPS測位が正常にできない場合がある。

- 2011年10月20日に10月20日以前よりAndroid 2.3 アップデート済端末に対し、以下の不具合の修正がソフトウェアアップデートによって行われた。[5]
  - 特定の条件下においてGPS測位が正常にできない場合がある。

- 2011年12月15日に以下の機能追加及び不具合修正が機能バージョンアップによって行われた。※対象はAndroid 2.3 アップデート済端末となっている。[7][5]
  - 緊急速報(エリアメール)への対応
  - 壊れた画像を壁紙として設定した後に再起動を行うと待ち受け画面でフリーズする場合がある。

- 2012年4月10日に以下の不具合の修正がソフトウェアアップデートによって行われた。
  - 海外の一部地域において、まれに正常に通信できない場合がある。

- 2012年11月14日に以下の不具合の修正がソフトウェアアップデートによって行われた。
  - micro SDXCカードを差し込むと、カード内のデータが破損される。
  - 壁紙設定のギャラリーにてサムネイルが表示されない場合がある。

- 2014年4月7日に以下の不具合の修正がソフトウェアアップデートによって行われた。[5]
  - iチャネルの特定コンテンツにて、一部の絵文字が不鮮明に表示される場合がある不具合を修正する。
  - ビルド番号がA1021401、A1022001、A1022101、A1030401、A1030501、A1030801からA1031001となる。